# Nuoto ai campionati mondiali di nuoto 2025 - 200 metri stile libero maschili
La gara di nuoto dei 200 metri stile libero maschili dei campionati mondiali di nuoto 2025 è stata disputata il 28 il 29 luglio 2025 presso il Singapore Sports Hub di Singapore. Vi hanno preso parte 59 atleti provenienti da 54 nazioni.
La competizione è stata vinta dal nuotatore rumeno David Popovici, mentre l'argento e il bronzo sono andati rispettivamente allo statunitense Luke Hobson e al giapponese Tatsuya Murasa.

## Podio
| Posizione | Atleta         | Nazionalità |
| --------- | -------------- | ----------- |
| Oro       | David Popovici | Romania     |
| Argento   | Luke Hobson    | Stati Uniti |
| Bronzo    | Tatsuya Murasa | Giappone    |

## Record
Prima della competizione il record del mondo e il record dei campionati erano i seguenti:
| Record mondiale       | 1'42"00 | Paul Biedermann Germania | 28 luglio 2009 Roma, Italia |
| Record dei campionati | 1'42"00 | Paul Biedermann Germania | 28 luglio 2009 Roma, Italia |

## Programma
| Data      | Ora (UTC+3) | Turno      |
| --------- | ----------- | ---------- |
| 28 luglio | 6:04        | Batterie   |
| 28 luglio | 15:08       | Semifinali |
| 29 luglio | 14:02       | Finale     |

## Risultati

### Batterie
| Posizione | Batteria | Corsia | Atleta                         | Nazionalità             | Tempo   | Note |
| --------- | -------- | ------ | ------------------------------ | ----------------------- | ------- | ---- |
| 1         | 6        | 3      | David Popovici                 | Romania                 | 1'45"43 | Q    |
| 2         | 6        | 4      | Luke Hobson                    | Stati Uniti             | 1'45"61 | Q    |
| 3         | 5        | 4      | Matthew Richards               | Regno Unito             | 1'45"66 | Q    |
| 4         | 4        | 4      | Gabriel Jett                   | Stati Uniti             | 1'45"91 | Q    |
| 5         | 6        | 6      | Tatsuya Murasa                 | Giappone                | 1'45"92 | Q    |
| 6         | 5        | 6      | Flynn Southam                  | Australia               | 1'46"00 | Q    |
| 7         | 6        | 7      | Lucas Henveaux                 | Belgio                  | 1'46"03 | Q,   |
| 8         | 6        | 5      | Sunwoo Hwang                   | Corea del Sud           | 1'46"12 | Q    |
| 9         | 5        | 7      | Zhanshuo Zhang                 | Cina                    | 1'46"17 | Q    |
| 10        | 4        | 5      | James Guy                      | Regno Unito             | 1'46"19 | Q    |
| 11        | 6        | 8      | Dimitrios Markos               | Grecia                  | 1'46"28 | Q    |
| 12        | 4        | 2      | Kamil Sieradzki                | Polonia                 | 1'46"31 | Q    |
| 13        | 4        | 6      | Filippo Megli                  | Italia                  | 1'46"39 | Q    |
| 14        | 4        | 8      | Sander Sorensen                | Norvegia                | 1'46"63 | Q    |
| 15        | 6        | 0      | Evan Bailey                    | Irlanda                 | 1'46"66 | Q    |
| 16        | 5        | 2      | Carlos D'Ambrosio              | Italia                  | 1'46"67 | Q    |
| 17        | 5        | 5      | Edward Sommerville             | Australia               | 1'46"72 |      |
| 18        | 6        | 2      | Robin Hanson                   | Svezia                  | 1'46"96 |      |
| 19        | 3        | 5      | Oliver Søgaard-Andersen        | Danimarca               | 1'47"25 |      |
| 20        | 4        | 1      | Tomas Koski                    | Finlandia               | 1'47"34 |      |
| 21        | 5        | 1      | Hojoon Lee                     | Corea del Sud           | 1'47"36 |      |
| 22        | 5        | 3      | Pan Zhanle                     | Cina                    | 1'47"46 |      |
| 23        | 5        | 0      | Alexey Glivinskiy              | Israele                 | 1'47"54 |      |
| 24        | 4        | 3      | Danas Rapsys                   | Lituania                | 1'47"58 |      |
| 25        | 2        | 4      | Ralph Daleiden Ciuferri        | Lussemburgo             | 1'47"74 |      |
| 26        | 3        | 7      | Petar Mitsin                   | Bulgaria                | 1'47"88 |      |
| 27        | 4        | 7      | Antonio Djakovic               | Svizzera                | 1'47"96 |      |
| 28        | 6        | 9      | Velimir Stjepanovic            | Serbia                  | 1'48"04 |      |
| 29        | 4        | 0      | Guilherme Costa                | Brasile                 | 1'48"06 |      |
| 30        | 3        | 0      | Balazs Hollo                   | Ungheria                | 1'48"09 |      |
| 31        | 3        | 6      | Hoe Yean Khiew                 | Malaysia                | 1'48"10 |      |
| 32        | 5        | 9      | Matthew Sates                  | Sudafrica               | 1'48"45 |      |
| 33        | 3        | 4      | Miguel Perez-Godoy Brageli     | Spagna                  | 1'48"46 |      |
| 34        | 3        | 8      | Kenan Dračić                   | Bosnia ed Erzegovina    | 1'48"59 |      |
| 35        | 5        | 8      | Niko Jankovic                  | Croazia                 | 1'48"74 |      |
| 36        | 3        | 1      | Juan Manuel Morales            | Colombia                | 1'48"95 |      |
| 37        | 6        | 1      | Antoine Sauve                  | Canada                  | 1'49"19 |      |
| 38        | 3        | 3      | Saso Boskan                    | Slovenia                | 1'49"47 |      |
| 39        | 3        | 9      | Frantisek Jablcnik             | Slovacchia              | 1'50"21 |      |
| 40        | 3        | 2      | Jonathan Eu Jin Tan            | Singapore               | 1'50"56 |      |
| 41        | 2        | 2      | Enkhtamir Batbayar             | Mongolia                | 1'50"83 |      |
| 42        | 2        | 5      | Adrian Eichler                 | Filippine               | 1'51"39 |      |
| 43        | 2        | 6      | Sajan Prakash                  | India                   | 1'51"57 |      |
| 44        | 4        | 9      | Nikoli Matthew Harold Blackman | Trinidad e Tobago       | 1'51"63 |      |
| 45        | 2        | 3      | Pongpanod Trithan              | Thailandia              | 1'51"66 |      |
| 46        | 2        | 7      | Omar Abbass                    | Siria                   | 1'53"11 |      |
| 47        | 2        | 0      | Sauod Alshamroukh              | Kuwait                  | 1'54"61 |      |
| 48        | 2        | 8      | Sebastian Serafeim             | Honduras                | 1'55"85 |      |
| 49        | 2        | 1      | Alberto Vega                   | Costa Rica              | 1'55"87 |      |
| 50        | 1        | 7      | Lucas De Los Santos            | Uruguay                 | 1'56"34 |      |
| 51        | 1        | 3      | Andrey Josue Villarreal Bernal | Panama                  | 1'57"94 |      |
| 52        | 2        | 9      | Kaeden Gleason                 | Isole Vergini Americane | 1'58"83 |      |
| 53        | 1        | 5      | Mohammed Jibali                | Libia                   | 1'58"97 |      |
| 54        | 1        | 8      | Binura Thalagala               | Sri Lanka               | 1'58"98 |      |
| 55        | 1        | 4      | Phone Pyae Han                 | Birmania                | 2'00"90 |      |
| 56        | 1        | 9      | Ali Al Hasni                   | Oman                    | 2'01"31 |      |
| 57        | 1        | 1      | Ervin Shrestha                 | Nepal                   | 2'02"83 |      |
| 58        | 1        | 6      | Haziq Samil                    | Brunei                  | 2'04"05 |      |
| 59        | 1        | 0      | Ocean Campus                   | Guam                    | 2'05"98 |      |
| 60        | 1        | 2      | Rohan Shearer                  | Capo Verde              | NT      |      |

### Semifinali[4]
| Posizione | Batteria | Corsia | Atleta                   | Nazionalità   | Tempo   | Note |
| --------- | -------- | ------ | ------------------------ | ------------- | ------- | ---- |
| 1         | 1        | 4      | Luke Hobson              | Stati Uniti   | 1'44"80 | Q    |
| 2         | 1        | 6      | Sunwoo Hwang             | Corea del Sud | 1'44"84 | Q    |
| 3         | 1        | 7      | Kamil Sieradzki          | Polonia       | 1'45"00 | Q,   |
| 4         | 2        | 4      | David Popovici           | Romania       | 1'45"02 | Q    |
| 5         | 1        | 8      | Carlos D'Ambrosio        | Italia        | 1'45"23 | Q,   |
| 6         | 2        | 3      | Tatsuya Murasa           | Giappone      | 1'45"39 | Q    |
| 7         | 1        | 2      | James Guy                | Regno Unito   | 1'45"50 | Q    |
| 8         | 1        | 5      | Gabriel Jett             | Stati Uniti   | 1'45"60 | Q    |
| 9         | 1        | 1      | Sander Sorensen          | Norvegia      | 1'45"78 |      |
| 10        | 1        | 3      | Flynn Southam            | Australia     | 1'45"80 |      |
| 11        | 2        | 2      | Zhanshuo Zhang           | Cina          | 1'45"84 |      |
| 12        | 2        | 5      | Matthew Richards         | Regno Unito   | 1'45"85 |      |
| 13        | 2        | 6      | Lucas Pierre A. Henveaux | Belgio        | 1'46"23 |      |
| 14        | 2        | 1      | Filippo Megli            | Italia        | 1'46"49 |      |
| 15        | 2        | 7      | Dimitrios Markos         | Grecia        | 1'47"01 |      |
| 16        | 2        | 8      | Evan Bailey              | Irlanda       | 1'48"75 |      |

### Finale
| Posizione | Corsia | Atleta            | Nazionalità   | Tempo   | Note |
| --------- | ------ | ----------------- | ------------- | ------- | ---- |
| Oro       | 6      | David Popovici    | Romania       | 1'43"53 |      |
| Argento   | 4      | Luke Hobson       | Stati Uniti   | 1'43"84 |      |
| Bronzo    | 7      | Tatsuya Murasa    | Giappone      | 1'44"54 |      |
| 4         | 5      | Hwang Sunwoo      | Corea del Sud | 1'44"72 |      |
| 5         | 3      | Kamil Sieradzki   | Polonia       | 1'45"22 |      |
| 6         | 2      | Carlos D'Ambrosio | Italia        | 1'45"27 |      |
| 7         | 1      | James Guy         | Regno Unito   | 1'45"28 |      |
| 8         | 8      | Gabriel Jett      | Stati Uniti   | 1'45"92 |      |